# Westenhanger Castle

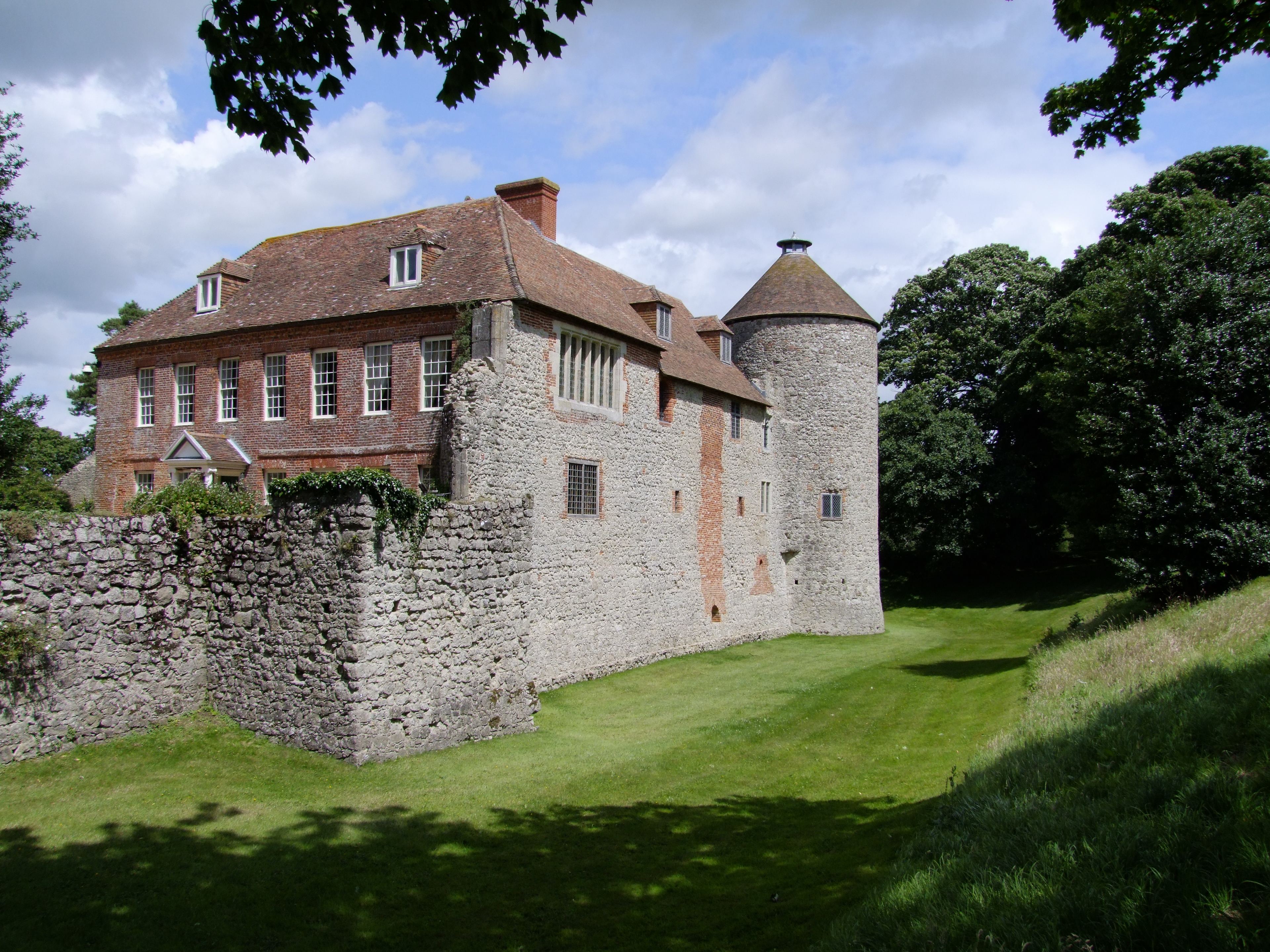
Westenhanger Castle

Westenhanger Castle ist ein befestigtes Herrenhaus in der Nähe des Bahnhofs von Westenhanger und der Tribüne der Rennbahn von Folkestone in der englischen Grafschaft Kent. Das Haus, das einst der königlichen Familie gehörte, ist in den letzten Jahren fast zu einer Ruine verfallen, aber der heutige Besitzer hat ein Programm zur Erhaltung und Restaurierung des Hauses und der angrenzenden Gebäude aufgelegt. Es dient heute als Konferenzzentrum und wird an Hochzeitsgesellschaften vermietet. English Heritage hat das Haus als historisches Bauwerk I. Grades gelistet.

## Geschichte
In seinen besten Zeiten war Westenhanger Castle ein befestigtes Herrenhaus aus dem 14. Jahrhundert, das den Reichtum seines damaligen Eigentümers widerspiegelte. Aber seine Geschichte begann vor fast 1000 Jahren, im Jahre 1035, als das Anwesen König Knut dem Großen gehörte.
Im Jahre 1343 wurde im Auftrag der Familie De Criol das erste feste Haus auf dem Gelände errichtet. Dieses Haus blieb bis zu den Rosenkriegen in der Familie; dann wurde Sir Thomas de Criol (oder Kyriell) am Tag nach der zweiten Schlacht von St Albans auf Befehl von Königin Margarete von Anjou geköpft. Sir Thomas de Criol hatte keine männlichen Nachkommen und so fiel Westenhanger Castle an seinen Schwiegersohn, Sir John Fogge. Das Herrenhaus hatte damals 126 Zimmer.
Westenhanger Castle hat eine reiche Geschichte königlicher und adliger Besitzer; es war verbunden mit König Heinrich II., Rosamund Clifford, Edward Poynings, König Heinrich VIII., Königin Elisabeth I., Thomas Smythe und Percy Smythe, 6. Viscount Strangford.
1588, als das Haus Thomas Smythe gehörte, nutzte Königin Elisabeth I. es als Kommandozentrale für die 14.000 Mann starke Armee von Kent, die die englische Südküste gegen die spanische Armada verteidigen sollte.
1656 ließ sich der ins Ausland geflohene Karl II. davon überzeugen, nach England zurückzukehren, und sollte in Westenhanger Castle logieren, das ideal an der englischen Küste gelegen war. Tausende bewaffneter Männer versteckten sich auf Befehl in den umgebenen, lichten Wäldern und, wenn der König das Haus betrat, sollten sie informiert werden, ins Haus stürmen und den König und seine Gefolgsleute ermorden. Aber der König wurde vorgewarnt, bevor er Frankreich verließ.

## Heute
Über die Jahrhunderte wurde das Herrenhaus verkleinert und zunehmend vernachlässigt. Seit Mitte der 1990er-Jahre haben die derzeitigen Eigentümer mit English Heritage zusammengearbeitet, um das Mauerwerk zu sanieren und weiteren Verfall des Herrenhauses, der Mauern und der angrenzenden Gebäude zu verhindern. Die beeindruckenden mittelalterlichen Scheunen, die, noch intakt, außerhalb der Kurtine stehen, wurden kürzlich mit dem Herrenhaus unter einem Eigentümer zusammengeführt und derzeit werden Arbeiten durchgeführt, um sie wieder in nahezu originalen Zustand zu versetzen. English Heritage hat das Haus als historisches Bauwerk I. Grades gelistet.
Das Haus wird heute für Konferenzen und an Hochzeitsgesellschaften vermietet. Man kommt dort über den Eingang zur Rennbahn hin, neben dem Westenhanger-Abschnitt der Stone Street.

## Kolonisation von Amerika
In Westenhanger Castle findet sich heute eine Replik der
Westenhanger Castle is now home to a replica of the Discovery, eines von drei Schiffen, die am 13. Mai 1607 in die Chesapeake Bay einfuhren. Sir Thomas Smythe, der Initiator der Expedition, war der Sohn von Thomas 'Customer' Smythe, dem Westenhanger Castle (oder Ostenhanger Castle, wie es damals hieß) als Lohn für seinen Dienst als Sammler der Importe der Königin zu Lehen gegeben wurde. Der jüngere Thomas gab den Bau der Discovery für die East India Company 1600 in Auftrag und dann segelte das Schiff am 19. Dezember 1606 zusammen mit seinen Schwesterschiffen Susan Constant und Godspeed unter dem Kommando von Kapitän John Smith zur Kolonie Virginia, wo sie am 13. Mai des Folgejahres ankam.
Als Ergebnis dieser Expedition wurde die erste permanente, englischsprechende Siedlung in der Neuen Welt in Jamestown (Virginia) gegründet und bildete die Basis für die späteren Vereinigten Staaten von Amerika.
Am 19. Dezember 2008 wurde die Replik der Discovery von der Jamestown UK Foundation, einer gemeinnützigen Gesellschaft, die zur Erinnerung an das 400-jährige Jubiläum der Gründung von Jamestown 1607 gegründet wurde, in Westenhanger Castle aufgestellt.